# The House of the Rising Sun
"The House of the Rising Sun" (A casa do sol nascente) é uma música folclórica americana que fala de uma vida mal-sucedida em Nova Orléans. Há várias versões, tendo sido gravada por diversos cantores famosos, como Joan Baez (1960) e Bob Dylan (1961), tendo versões de grande sucesso comercial gravadas por The Animals (1964).

## História
Alguns musicologistas afirmam que esta música apresenta ao menos duas versões bastante antigas originárias possivelmente na Inglaterra, ou nos Estados Unidos de antes da Guerra Civil. As versões mais antigas gravadas são a de Clarence "Tom" Ashley, Doc Walsh e Gwen Foster (1932) e dos Callahan Brothers (1934), que dizia ter ouvido a música com seu avô, Enoch Foster. Texas Alexander, famoso cantor americano, gravou Rising Sun em 1928, mas a música é muito diferente, porém, seus acordes são um pouco parecidos. Em 1937, Alan Lomax gravou uma versão cantada por uma jovem filha de mineiros do Kentucky chamada Georgia Turner que teria aprendido a música com os pais e avós, e foi gravada com o título de "Rising Sun Blues" . 
Versões diferentes também foram gravadas nos anos 1940 por Woody Guthrie (1941), Josh White (1947) e Huddie "Lead Belly"  (1944 e 1948).
Nos anos 1960 foi gravada por Joan Baez (1960), Bob Dylan (1961, publicado em 1962), Nina Simone (1962), The Animals (1964), Los Speakers (1965) e Frijid Pink (álbum Frijid Pink, 1969). Em seu disco de 1962, Bob Dylan atribuía em nota ter conhecido a música com Dave Van Ronk . 
Dave Van Ronk, americano neerlando-descendente, afirma no documentário No Direction Home que aprendera a música nos anos 1950:
| “ | Eu aprendera esta música pelos anos 1950, com uma gravação de Hally Wood, o cantor e coletor do Texas, que pegara a música nos estúdios de Alan Lomax, gravada por uma mulher de Kentucky chamada Georgia Turner. Pus outro ritmo mudando os acordes e usando uma linha de baixo que descende em meio-compassos, uma comum progressão em Jazz, mas rara em cantos folclóricos. No início dos anos 1960, a música se tornou uma peça assinada por mim, e eu dificilmente consegui sair do estúdio sem fazê-la | ” |
|   | — Dave Van Roke. |   |

A banda The Animals, já no Reino Unido, gravou a música como um hit, lançada em 1964, chegando ao alto da parada britânica, de 9 de Julho a 16 de Julho de 1964 (sendo até hoje, a versão mais famosa desta música). Alan Price, da banda The Animals, diz que a música foi baseada em cantos medievais, provavelmente tendo sua versão atualizada sucessivamente, passando por um Jazz clássico até chegar em suas novas versões. Porém, Eric Burdon, da mesma banda, diz que ela veio de um cantor da Nortúmbria chamado Johnny Handle. 
Os Beatles, The Adolescents e Frijid Pink foram outros que gravaram a música. Nos anos 1980, a banda alemã Scorpions e a banda britânica Dirt também fizeram, cada uma, uma versão.
Nos anos 1970, no auge da Disco Music, a Banda Santa Esmeralda também gravou a musica. Uma versão de mais de 16 minutos de duração, que agradou bastante aos amantes do gênero e que, por isso, sofreu uma edição e virou um single de pouco mais de 3 minutos que foi muito executada nas rádios e nas discotecas.
Recentemente, a música foi gravada pela banda norte-americana de metalcore Walls of Jericho. A versão é bem leve comparada com outras músicas da banda. Esta canção foi também muito bem interpretada pelo cantor egipto-grego Demis Roussos. Ele interpretou esta canção, no início da sua carreira musical, quando enfrentava dificuldades financeiras para sustentar os seus familiares.
Em 1998, a canção foi regravada pela banda finlandesa de Gothic Metal Sentenced. O Frozen é um dos álbuns é um dos mais vendidos da discografia da banda que encerrou suas atividades em 2005, e conta com quatro covers em suas últimas faixas. Em 2001, a música ganhou uma emocionante versão de Odetta, uma das maiores vozes da música americana, no disco "Looking For a Home".
Em 2011, duas versões da música foram gravadas para a 4ª temporada da série de tv americana Sons of Anarchy, produzida pelo canal FX. Uma das versões (com a letra adaptada para a série) gravada em conjunto pela banda The Forest Ranges e pelo cantor folk, White Buffalo, foi apresentada no último episódio da temporada, lançado dia 6 de dezembro de 2011. 
Em 2013 a canção foi regravada por Lauren O'Connell para a trilha sonora da terceira temporada de American Horror Story intitulada "Coven". A canção foi tocada nos trailers da terceira temporada.
A versão da banda Five Finger Death Punch inclusa no álbum The Wrong Side of Heaven and the Righteous Side of Hell, Volume 2, lançado em 2013, teve boa repercussão entre seguidores do gênero.